# Vite parallele (film 2010)
Vite parallele (A Family Thanksgiving) è un film per la televisione del 2010 diretto da Neill Fearnley e interpretato da Daphne Zuniga.

## Trama
Claudia ha sempre anteposto il lavoro alla famiglia e agli affetti: si ritrova così a essere un'avvocatessa di successo felicemente single e con una sorella con cui ha un rapporto pessimo.
La carriera di Claudia è a una svolta perché deve rappresentare il suo studio legale in una causa contro i cittadini che si oppongono alla costruzione di una fabbrica al posto del parco: qualora dovesse vincere, Claudia diventerebbe socia dello studio.
Gina, una donna misteriosa che si spaccia per psicologa, lancia un incantesimo a Claudia e la catapulta in un universo parallelo dove lei ha abbandonato il lavoro per sposarsi e crescere dei figli con Bill, un uomo che nell'altra vita la corteggiava, e inoltre ha un ottimo legame con la sorella Jessica.
Il patto è che Gina romperà l'incantesimo soltanto quando Claudia avrà capito il significato di quell'esperienza e di come l'altra vita che dice di rimpiangere tanto in realtà non sia affatto completa.
Claudia si cala nella nuova realtà di mamma a tempo pieno e capisce a cosa ha voluto rinunciare per inseguire egoisticamente il successo professionale, così Gina rompe l'incantesimo e Claudia si ritrova nella sua solita vita.
Claudia non si perde d'animo e fa perdere la causa al suo studio, mettendo in evidenza come la costruzione della fabbrica arrecherebbe danni alla salute, e recuperando così il rapporto con sua sorella che la invita a festeggiare insieme il Ringraziamento.
Claudia va alla caffetteria dove abitualmente incontrava Ben e lo invita alla cena con la sua famiglia, intravedendo quello che sarà il loro felice futuro familiare.

## Distribuzione
Il film è andato in onda USA il 6 novembre 2010 ed è stato distribuito in Germania, con il titolo di Familie wider Willen, e Italia, dove è andato in onda per la prima volta il 5 febbraio 2012 su Sky Cinema Passion HD.